# District de Hanishina
Le district de Hanishina (埴科郡, Hanishina-gun) est un district de la préfecture de Nagano au Japon doté d'une superficie de 53,64 km2.

## Municipalité
- Sakaki

## Historique
- Le 1er septembre 2003, le bourg de Togura fusionne avec le bourg de Kamiyamada du district de Sarashina et la ville de Koshoku pour former la ville de Chikuma.